# Національне шосе 13 (Естонія)
Національне шосе 13 (скор. T13, також називається шосе Ягала–Каравете) — 52,7-кілометрова національна основна дорога на півночі Естонії. Шосе починається в Ягала на національній дорозі 1 і закінчується в Кяравете на національній дорозі 5.

## Маршрут
T13 проходить через такі округи та муніципалітети:
Хар'юський повіт
- Волость Їеляхтме
- Анійська волость

Ляне-Вірумаа
- Волость Тапа

Ярвамський повіт
- Волость Ярва

## Дивись також
- Транспорт Естонії